# Colorado Kid
Colorado Kid (The Colorado Kid) è un romanzo di genere giallo di Stephen King del 2005.

## Trama
(Stephen King,Colorado Kid)
Appena laureatasi in giornalismo all'Università dell'Ohio, la ventiduenne Stephanie McCann sta facendo uno stage presso il quotidiano The Weekly Islander di Moose-Lookit Island, una minuscola isoletta del Maine, occupandosi di picnic parrocchiali e sparizioni di gatti. Il Boston Globe è interessato alla redazione di un reportage sui misteri locali e invia un cronista sull'isola per intervistare i due anziani proprietari del giornale, Vince Teague e Dave Bowie. Da questi, tuttavia, non apprende nulla di nuovo o di interessante e abbandona l'isola deluso. I due, volendo insegnare a Stephanie i segreti del mestiere, sperando che la giovane decida di rimanere sull'isola al termine dello stage per lavorare al giornale, colgono l'occasione per metterla a conoscenza di un mistero, che li aveva coinvolti venticinque anni prima. Stephanie inizia ad ascoltare il racconto dei due reporter e si trova sempre più coinvolta dalla curiosità di una vicenda tutt'altro che conclusa.
Alle prime luci del 24 aprile 1980 due ragazzi trovano un cadavere di fronte alla spiaggia. I poliziotti incaricati delle indagini, sciattamente, non approfondiscono le ricerche sull'identità del morto che, dall'autopsia risulta deceduto per cause naturali, strozzatosi con un boccone di cibo male ingerito. Tra gli effetti personali del cadavere, privo di soprabito nonostante il freddo, non vi sono né documenti né il portafoglio. Nelle tasche vengono rinvenuti un pacchetto di sigarette appena iniziato e una moneta russa. Ad aiutare i due agenti di polizia c'è un giovane tirocinante, Paul Devane che, seppure motivato, viene subito estromesso dalle indagini dai due inetti colleghi. Sul luogo del ritrovamento accorrono immediatamente i due giornalisti, Vince e Dave; quest'ultimo ha modo di chiacchierare amichevolmente con Paul. Più di un anno dopo il ritrovamento il morto rimane ancora ignoto; la polizia ha da tempo abbandonato il caso ma Vince e Dave continuano infruttuosamente le ricerche sull'identità del corpo. Più di un anno dopo Paul, sapendo dell'interessamento di Dave al caso, gli telefona riferendogli di aver ricordato che sul pacchetto ritrovato a suo tempo, vi era il bollo dello stato del Colorado. Il nuovo indizio, trascurato dalla polizia, viene invece ritenuto importante dai due giornalisti che spediscono la fotografia post mortem a tutte le redazioni dei giornali dello stato del Colorado.
Grazie all'interessamento di Vince e di Dave il morto, a cui nel frattempo era stato dato il soprannome di "Colorado Kid", viene identificato in James Cogan, un grafico pubblicitario di quarantadue anni di Nederland (Colorado). L'identificazione del morto, tuttavia, non risolve il mistero ma ne apre molti altri: risulta infatti inspiegabili il brevissimo tempo (poco più di cinque ore) trascorso dalla sparizione dell'uomo dal Colorado e la sua comparsa sull'isola nel Maine, il fatto che l'uomo fosse privo di giacca e di documenti, la moneta straniera ritrovata nelle sue tasche e il pacchetto di sigarette appena aperto, visto che, a detta della moglie dell'uomo e dei suoi conoscenti, James Cogan non fumava.
Il mistero è tuttora irrisolto ma la narrazione delle ostinate ma infruttuose indagini dei due giornalisti per dare luce ai punti oscuri della vicenda, ha coinvolto Stephanie che, in quel momento, decide di rimanere sull'isola e di iniziare la carriera di giornalista, con l'approvazione dei due anziani mentori.

## Personaggi
David "Dave" BowieIl sessantacinquenne redattore del giornale locale The Weekly Islander di Moose-Lookit Island.
Vincent "Vince" TeagueIl novantenne proprietario e fondatore del The Weekly Islander.
Stephanie "Steffi" McCannLa ventiduenne tirocinante giornalista presso The Weekly Islander. Proveniente dall'Università dell'Ohio, originaria di Cincinnati.
James Cogan, "Colorado Kid"Il quarantaduenne vittima di un incidente avvenuto venticinque anni prima. Al corpo, ritrovato sulla spiaggia e non identificato, era stato dato l'appellativo di "Colorado Kid", poiché presumibilmente proveniente dal Colorado.
Paul DevaneUn giovane tirocinante che accorre sul luogo del ritrovamento del cadavere insieme alla polizia.

## Opere derivate
La serie televisiva statunitense Haven è liberamente ispirata al romanzo.

## Edizioni
- (EN) Stephen King, The Colorado Kid, 1ª ed., Hard Case Crime, 2005,  p. 184, ISBN 978-0-8439-5584-2.
- Stephen King, Colorado Kid, traduzione di Tullio Dobner, Sperling & Kupfer, 2005,  p. 179, ISBN 88-200-3975-3.